# Sankt Marienkirchen an der Polsenz
Sankt Marienkirchen an der Polsenz là một đô thị ở huyện Eferding bang Oberösterreich, nước Áo. Đô thị này có diện tích 23,82 km², dân số thời điểm ngày 31 tháng 12 năm 2005 là 2284 người.